# ساخت کیهان
ساخت کیهان (به انگلیسی: The Fabric of the Cosmos) نام کتابی است نوشتهٔ برایان گرین دربارهٔ نظریه ریسمان و کیهان‌شناسی که در سال ۲۰۰۴ پراکنش یافت.

## چکیده مطالب
این کتاب دربردارندهٔ جستارهای زیبایی دربارهٔ فیزیک نوین می‌باشد و پنج بخش دارد:
1. پهنهٔ هستی: در بخش نخست او بیشتر به زمان و فضا می‌پردازد و کمی از تاریخ دانش و پیشرفت‌های فیزیک تا کنون را بررسی می‌کند.
2. زمان و آزمایش: این بخش با این فراز آغاز می‌شود که:" زمان یک پدیدهٔ بسیار آشنایی است ولی یکی از نادریافتنی‌ترین چیز هاست.
3. جهان‌زمان و کیهان‌شناسی: بخش ۳ به پدیده‌های بزرگ گیتی می‌پردازد و در آن از مه‌بانگ و ماده تاریک سخن می‌رود.
4. بنیاد و یگانه سازی: در اینجا بیشتر به فیزیک نو و نظریه ریسمان و ساخت کیهان می‌پردازد.
5. پنداشتن و هستی: نویسنده در بخش پایانی از سیاه‌چاله، کرم‌چاله و سفر در زمان سخن می‌گوید.